# 多和田吏
多和田 吏（たわだ つかさ、1965年3月24日 - ）は作曲家・ピアニスト。

## 略歴
2歳からピアノを始める。1987年より本格的に商業音楽家として活動開始。フリーの作曲家として1992年、東京都港区に作曲・レコーディング用スタジオ設立し、映画・ゲーム・放送等の音楽を幅広く手がける。ゲーム音楽においてはアーケードやファミコンをはじめ現在のハードウェアに至るまで50以上のプロジェクトに参加。
2002年、任天堂のセカンドパーティーに位置するゲーム開発会社であるジニアス・ソノリティを設立、取締役に就任。『ポケモンコロシアム』をはじめ数タイトルなどの開発に関わる。2007年、取締役を退任。再びフリーの作曲家・プロデューサーとして活動を始める。

## 人物
主にゲームミュージックを手がける。作曲家としての活動の他、スーパファミコン『イーハトーヴォ物語』の音楽によってすぎやまこういちに才能を見出され、『ドラゴンクエストVI』の開発に携わり、以後『ドラゴンクエストシリーズ』のサウンドデザインに関わるようになった。ドラゴンクエストのサウンドデザインにおいては「自分の中に実現可能な完成形が最初からほぼ見えていたため不思議とプレッシャーはなかった」と語っている。
制作においては、王道的で作りやすい手法からあえて離れて挑戦的な手法で臨むこともあるという。『ポケモントローゼ』では容量制限のため内蔵音源を使うところをわざわざストリームで鳴らし、携帯ゲーム機から鳴らされる音像イメージを覆そうと考えた。逆に『ポケモンコロシアム』では、ストリームで鳴らしたほうが作りやすいところを「ゲームキューブの音源性能の限界に迫ってみたい」と内蔵音源で鳴らすことを追求した。トローゼではこの多和田の発言に興味を持った企画者が、条件を提示した上で「容量や曲の長さの厳しい条件で、多和田さんからどんな音楽が生まれてくるのか楽しみでもありますので、やりましょうよ」と言われ実現できたという。
『イーハトーヴォ物語』では、その幻想的で情緒的な音楽が高い評価を受けており、1993年のゲーム発売以来長年にわたってユーザーの支持を得ている。1996年に発売された「オーケストラによるゲーム音楽コンサート」のCDに『ドラゴンクエストVI 幻の大地』や『クロノ・トリガー』などの有名作と並んで収録されており、発売後10年近く経った2002年にはサウンドトラックが復刻され、またゲーム音楽コンサート「PRESS START」2012年公演でも演奏された。

## 参加作品

### ゲーム
- ドルイド 恐怖の扉（1988年）
- キックオフ（1988年）
- ビッグチャレンジ! ドッグファイトスピリット（1988年）
- 伊賀忍術伝 五神の書（1988年）
- 武田信玄（アーケード版）（1988年）
- マニアックマンション（ファミコン版）（1988年）
- らじかるぼんばー!! 地雷くん（1988年）
- プラスアルファ（1989年）
- 妖精物語ロッドランド（1990年）
- じゃじゃ丸撃魔伝 幻の金魔城（1990年）
- 西遊記ワールドII 天上界の魔神（1990年）
- ヒーロー集合!! ピンボールパーティ（1990年）
- P-47II The Freedom Star（1990年開発、2025年発売）– 一部の新規楽曲の作曲と一部音色の作成[2][3]。データ作成・編曲は内田哉[2][3]。
- 怒りの要塞（ゲームボーイ版）（1991年）
- E.D.F.（1991年）
- ダンジョンマスター（スーパーファミコン版）（1991年）– 橋本彦士と共作
- ムーンクリスタル（1992年）
- イーハトーヴォ物語（1993年）
- 慶応遊撃隊（1993年）
- サラブレッドブリーダー（1993年）
- サラブレッドブリーダー2（1994年）
- ダンジョンマスター2（1994年）– 橋本彦士と共作
- キング・オブ・ボクシング（1995年）
- サラブレッドブリーダー3（1996年）
- ZXE-D（1996年）
- 慶応遊撃隊 活劇編（1996年）
- ライオットスターズ（1997年）
- ナイトゥルース#3 二つだけの真実（1997年）
- ユニバーサルナッツ（1997年、1998年）
- 慶応遊撃隊外伝：蘭未ちゃんの大江戸すごろく（1998年）
- サラブレッドブリーダー（1998年）
- ジグザグボール（1998年）
- TSUMU（1998年）
- ダンジョンマスターネクサス（1998年）– 橋本彦士と共作
- サンサーラナーガ1×2（2001年）– 『サンサーラ・ナーガ』と『サンサーラ・ナーガ2』のリメイク
- ボクは小さい（2002年）
- 新きせかえ物語（2003年）
- ポケモンコロシアム（2003年）
- ポケモンXD 闇の旋風ダーク・ルギア（2005年）
- ポケモントローゼ（2005年）
- ポケモンバトルレボリューション（2006年）
- ちょっとアイマのコルパイルDS（2008年）
- 森永卓郎のお金の新常識DSトレーニング（2008年）
- とんがりボウシと魔法の365にち（2008年）– 一部編曲を担当[4]
- 銀魂のすごろく（2013年）
- ポケモンバトルトローゼ（2014年）
- ポケとる（2015年）
- Lost in Harmony（2016年）

### サウンドデザインのみ
- ドラゴンクエストVI 幻の大地（スーパーファミコン版）（1995年）
- ドラゴンクエストIII そして伝説へ…（スーパーファミコン版）（1996年）
- ドラゴンクエストVII エデンの戦士たち（プレイステーション版）（2000年）
- ドラゴンクエストIV 導かれし者たち（プレイステーション版）（2001年）

### コンピレーション・アルバム
- オーケストラによるゲーム音楽コンサート５（1996年）– 10曲目「イーハトーヴォ賛歌」収録
- テン・プランツ（1998年）– 植松伸夫・笹川敏幸が企画したオムニバス。2曲目「桜の木のある庭で」収録

### 映画
- 破線のマリス（2000年）